# Чума-Елга
Чума́-Елга́ — деревня в Арском районе Татарстана. Входит в состав Сизинского сельского поселения.

## География
Находится в северо-западной части Татарстана на расстоянии приблизительно 18 км по прямой на восток-северо-восток от районного центра города Арск.

## История
Основана в XVII веке, упоминалась также как По Ключу Муй-Илга. В начале XX века здесь уже были 2 мечети.

## Население
Постоянных жителей было: в 1782 году — 110 душ мужского пола, в 1859—563, в 1897—814, в 1908—806, в 1920—860, в 1926—821, в 1938—649, в 1958—364, в 1970—252, в 1979—279, в 1989—117, 97 в 2002 году (татары 100 %), 69 в 2010.